# 이그나시오 사라고사

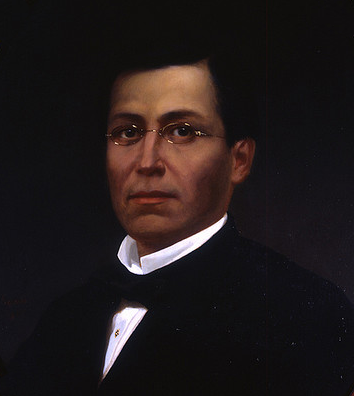
이그나시오 사라고사

이그나시오 사라고사 세긴(스페인어: Ignacio Zaragoza Seguín, 1829년 3월 24일 ~ 1862년 9월 8일)은 멕시코의 군인이다. 1862년 5월 5일 푸에블라 전투(대부분 미국에서는 싱코 데 마요로 기념됨)에서 정예 프랑스 군단병을 포함하여 프랑스 침략군 6,500명을 격파한 600명의 멕시코 군대를 이끌었다.

## 어린 시절
사라고사는 1829년 3월 24일 멕시코령 텍사스 코아우일라이테하스주(현재 미국 텍사스주 골리아드) 바이아 델 에스피리투 산토 마을에서 태어났다. 사라고사의 가족은 1834년에 마타모로스로 이주한 후 1844년에 몬테레이로 이사했고, 어린 시절 그곳에서 신학교에 입학했다. 1846년 사라고사는 신학교 생활에 지쳐 대신 멕시코 미국 전쟁에서 멕시코 군대의 생도로서 군사적 노력을 계속하기를 원했다. 그는 군에 입대하기 전 1851년 변호사이자 정치가인 마리아노 리바 팔라시오(Mariano Riva Palacio)의 딸이자 멕시코의 제2대 대통령인 비센테 게레로의 손녀인 마리아 로사 데 라 리바 팔라시오(Maria Rosa de la Riva Palacio)와 결혼했다.

## 사망
유명한 승리 직후, 사라고사는 장티푸스에 걸려 33세의 나이로 사망했다. 그와 같은 사령관이 없어 그의 군대는 나중에 패배를 당했다. 그는 멕시코시티의 산페르난도 묘지에 묻혔다. 그는 나중에 발굴되어 푸에블라로 옮겨졌고, 그의 이전 무덤은 기념물이 되었다. 프랑스군이 패배하여 멕시코를 떠났을 때 사라고사는 당시 세계에서 가장 강력한 군대를 상대로 전투에서 성공한 몇 안 되는 멕시코 장군 중 한 명으로 전설이 되었다.

## 같이 보기
- 베니토 후아레스